# Operophtera vulgaris
Operophtera vulgaris là một loài bướm đêm trong họ Geometridae.